# 梁如豪
梁如豪（1973年10月21日—），為台灣的棒球選手之一，外號「鳥仔」，台北人。
出身於榮工體系，守備位置到成棒之後一直是游擊手，直到效力於聲寶巨人時因內野好手眾多，於是總教練楊清瓏認為他的臂力不錯，就在投手教練劉家齊的指導之下展開了投手生涯。 
曾效力於業餘成棒的桃園航空城棒球隊擔任投手教練一職，目前於新泰國中擔任總教練。

## 經歷
- 臺北縣板橋中山實小少棒隊
- 臺北縣華僑中學青少棒隊
- 臺北縣中華中學青棒隊
- 文化大學棒球隊
- 陸光棒球隊
- 聲寶巨人棒球隊
- 台灣大聯盟聲寶太陽-誠泰太陽-台北太陽隊（1997年－2002年）
- 中華職棒第一金剛隊（2003年）
- 中華職棒La New熊隊（2004年－2008年11月15日）
- 桃園航空城棒球隊投手教練
- 新泰國中總教練

## 職棒生涯成績
| 年度   | 球隊     | 出賽 | 勝投 | 敗投 | 中繼點 | 救援 | 完投 | 完封 | 四死 | 三振 | 責失 | 投球局數 | 防禦率 |
| ------ | -------- | ---- | ---- | ---- | ------ | ---- | ---- | ---- | ---- | ---- | ---- | -------- | ------ |
| 2003年 | 第一金剛 | 22   | 5    | 8    | 0      | 0    | 0    | 0    | 45   | 34   | 47   | 88.1     | 4.79   |
| 2004年 | La New熊 | 34   | 5    | 8    | 0      | 0    | 1    | 0    | 40   | 55   | 54   | 100.1    | 4.84   |
| 2005年 | La New熊 | 11   | 1    | 1    | 1      | 2    | 0    | 0    | 13   | 19   | 14   | 35.1     | 3.57   |
| 2006年 | La New熊 | 18   | 0    | 2    | 0      | 1    | 0    | 0    | 16   | 16   | 15   | 41.1     | 3.27   |
| 2007年 | La New熊 | 17   | 1    | 1    | 0      | 0    | 0    | 0    | 16   | 8    | 24   | 20.2     | 10.45  |
| 2008年 | La New熊 | 9    | 0    | 0    | 0      | 0    | 0    | 0    | 11   | 5    | 5    | 13.0     | 3.46   |
| 合計   | 6年      | 101  | 12   | 20   | 1      | 3    | 1    | 0    | 141  | 137  | 159  | 299.0    | 4.79   |

- 成績累績至2008年9月27日

## 特殊事蹟
1986年 -- 第十八屆全國少棒選拔賽最優秀守備獎。
1997年 -- 台灣大聯盟首位姓氏為「梁」的球員，也是唯一一位。
1997年 -- 台灣大聯盟10大傑出新人。
1998年 -- 台灣大聯盟【英雄出少年】的看板人物。
1999年 -- 台灣大聯盟三年六月MVP、年度最佳進步獎。
2000年 -- 台灣大聯盟四年年度投手金手套獎。
2002年 -- 07月20日於天母球場先發對戰雷公隊，成為天母球場開放台灣大聯盟之後首位先發投手。
2002年 -- 台灣大聯盟六年九月MVP、年度三振王。
2003年 -- 中華職棒首位姓氏為「梁」的球員。
2004年 -- 中華職棒生涯第一場完投勝於10月12日完成。

## 外部連結
- 梁如豪在台灣棒球維基館上的頁面（繁體中文）
- 梁如豪在中華職棒官網
- 梁如豪在Baseball-Reference.com（小聯盟以及海外聯盟）（英语）

| 前任： 球隊加盟 | 第一金剛開幕戰先發投手 2003年 | 繼任： 球隊轉賣 |